# Рохма (река)
Рохма — река во Всеволожском районе Ленинградской области. Длина реки — 11 км.
Исток Рохмы находится севернее одноименной деревни. Устье — озеро Ройка.
Берега реки не населены, в километре от устья в Рохму впадает река Чёрная. Пойма реки сильно заболочена, на некоторых участках река протекает по краю болота.